# Cumberland Gap (Tennessee)
Cumberland Gap ist eine Gemeinde (Town) im Claiborne County im US-Bundesstaat Tennessee. Sie ist benannt nach dem nahen Gebirgspass Cumberland Gap. Das U.S. Census Bureau hat bei der Volkszählung 2020 eine Einwohnerzahl von 313 ermittelt.

## Geographie
Die Ortschaft liegt südlich der Cumberland Gap auf 396 m Seehöhe und damit knapp hundert Meter niedriger als die Passhöhe. Die Nordgrenze des Ostes bildet zugleich die Grenze zum Bundesstaat Virginia, der westlichste Teil des Gemeindegebiets erstreckt sich bis nahe der Grenze zu Kentucky. Die Gemeinde wird vom Gap Creek durchflossen und hat eine Größe von rund 0,8 km². Die nächsten größeren Orte sind Harrogate im Süden sowie Middlesboro in Kentucky.

## Geschichte
Die Ortschaft verdankt ihre Entstehung im späten 18. Jahrhundert der Wilderness Road über den Cumberland Gap. Von 1775 bis 1840 benutzten über 300.000 Menschen diese frühe Verbindung in den Westen. Die Siedlung diente in erster Line der Versorgung dieser Reisenden, ein Postamt wurde 1803 eingerichtet. Daneben gab es in Cumberland Gap eine Getreidemühle sowie Eisenverhüttung.
Im Sezessionskrieg wurde der Cumberland Gap von beiden Seiten als strategisch besonders bedeutsam angesehen. Obwohl es tatsächlich nie zu Gefechten kam, wechselte der Pass mehrmals den Besatzer, wodurch auch die darunter befindliche Siedlung schwer in Mitleidenschaft gezogen wurde. Allerdings hatte die Ortschaft schon zuvor durch den Bau besser gelegener Straßen sowie Eisenbahnen und dem damit verbundenen Rückgang des Reiseverkehrs stark an Bedeutung verloren.
In den 1880er-Jahren entdecken englische Investoren die natürlichen Ressourcen der Region. Während Middlesboro in Kentucky als Hauptquartier der American Association, Limited dienen sollte, waren in Tennessee Cumberland Gap sowie Harrogate als Company Towns vorgesehen. Von 1886 bis 1891 traten neue Straßen und Gebäude an die Stelle der alten Siedlung. Zudem baute die Gesellschaft eine Bahnstrecke über den Pass. Die weitere Entwicklung fand jedoch mit dem Bankrott der finanzierenden Bank sowie einer Depression nach der Panik von 1893 ein jähes Ende.
1907 erhielt Cumberland Gap die Rechte einer "Town" und wurde damit zur selbständigen Gemeinde. Bei der Volkszählung 1910 hatte der Ort 347 Einwohner. Einen Aufschwung erlebte er wieder in den 1920er-Jahren durch den Kohlenbergbau in der Region und dem Bau eines modernen Highway. 1940 wurden 409 Einwohner registriert, ab den 1950er-Jahren fiel die Bevölkerungszahl beständig. Ursächlich dafür war der allgemeine Niedergang des Bergbaus sowie die Verlegung der Fernverkehrsstraße durch einen Tunnel westlich von Cumberland Gap. Bei der Volkszählung 2000 erreichte die Einwohnerzahl mit 204 Personen einen Tiefststand, stieg aber in den folgenden Jahren um über 140 % erreichten den Rekordwert von 494 Einwohnern. Verantwortlich dafür war die Errichtung eines studentischen Wohngebäudes durch die Lincoln Memorial University aus dem benachbarten Harrogate.
Ein großer Teil des historischen Zentrums von Cumberland Gap steht als Cumberland Gap Historic District seit 1990 unter Denkmalschutz. Der Distrikt besteht aus knapp 40 Objekten, die ältesten davon aus dem späten 19. Jahrhundert.

## Verkehr
Der einst über den Pass führende U.S. Highway 25E verläuft seit 1996 durch den Cumberland Gap Tunnel, dessen Südportal sich unmittelbar westlich des Ortes Cumberland Gap befindet. Im Süden der Gemeinde zweigt U.S. Highway 58 vom Highway 25E ab.
Eine von Knoxville über den Pass nach Middlesboro führende Eisenbahnlinie der Norfolk Southern Railway verläuft über das Gemeindegebiet. Dagegen wurde die aus Virginia kommende Bahnlinie der Louisville and Nashville Railroad schon vor Jahren stillgelegt und abgebaut.